# Districte de Stade
El Districte de Stade és un districte de l'estat de Baixa Saxònia a Alemanya). La capital del districte és la Ciutat hanseàtica Stade. El 2010 tenia 246.868 habitants a una superfície de 1244,64 km².

## Geografia
Limita a l'oest amb el districte de Cuxhaven, a l'est amb el bezirk d'Harburg de la ciutat estat d'Hamburg, al sud-est amb el Harburg de Baixa Saxònia, al sud-oest amb el districte de Rotenburg (Wümme). Al nord l'Elba forma la frontera amb el districte de Pinneberg a Slesvig-Holstein.
Els cursos d'aigua més importants són l'Elba, l'Este, el Lühe i l'Schwinge i l'Oste. El districte té tres zones paisatgístiques: l'Alte Land, conegut per a la seva fructicultura, Kehdingen als prats molls de la riba de l'Elba i la morrena del geest de Stade. Tret del turisme, hi ha la fructicultura i la química. Els ports de Stade, del Stader Sand i de Buxtehude van perdre el seu paper pel transport, però el districte disposa de connexions per ferrocarrils i autopistes. La línia del metro S3 de l'Hamburger Verkehrsverbund serveix a les persones que van treballar cada dia a Hamburg.

## Història
El 1815 el territori va integrar el regne de Hannover. El 1866 Prússia va annexionar el regne que va esdevenir una província dins de l'imperi prussià. L'administració prussiana va crear tres districtes: Jork, Kehdingen i Stade que van fusionar el 1932. El 1937, després de la llei de l'àrea metropolitana d'Hamburg el districte va perdre el municipi de Cranz que passà a Hamburg.

## Ciutats i municipis independents
1. Ciutat de Stade (49.159)[2]
2. Ciutat de Buxtehude (39.748)
3. Drochtersen (11.857)
4. Jork (11.758)

### Municipis conjunts
| - 1. Municipi conjunt d'Apensen (8234) 1. Apensen (seu administrativa) (3351) 2. Beckdorf (2580) 3. Sauensiek (2303) - 2. Municipi conjunt de Fredenbeck (12.648) 1. Deinste (2134) 2. Fredenbeck (seu administrativa) (5753) 3. Kutenholz (4761) - 3. Municipi conjunt d'Harsefeld (20.234) 1. Ahlerstedt (5056) 2. Bargstedt (2058) 3. Brest (790) 4. Harsefeld, Flecken (seu administrativa) (12.330) | - 4. Municipi conjunt Himmelpforten (9906) 1. Düdenbüttel (948) 2. Engelschoff (751) 3. Großenwörden (444) 4. Hammah (2874) 5. Himmelpforten (seu administrativa) (9906) - 5. Municipi conjunt d'Horneburg (11.657) 1. Agathenburg (1154) 2. Bliedersdorf (1711) 3. Dollern (1809) 4. Horneburg, Flecken (seu administrativa) (5551) 5. Nottensdorf (1432) - 6. Municipi conjunt de Lühe (9905) 1. Grünendeich (1905) 2. Guderhandviertel (1195) 3. Hollern-Twielenfleth (3335) 4. Mittelnkirchen (1013) 5. Neuenkirchen (853) 6. Steinkirchen (seu administrativa) (1604) | - 7. Municipi conjunt de Nordkehdingen (7470) 1. Balje (1051) 2. Freiburg d'Elba, Flecken (seu administrativa) (1772) 3. Krummendeich (450) 4. Oederquart (1138) 5. Wischhafen (3059) - 8. Municipi conjunt d'Oldendorf (7556) 1. Burweg (986) 2. Estorf (1430) 3. Heinbockel (1531) 4. Kranenburg (747) 5. Oldendorf (seu administrativa) (2862) |